# Avistainlåning
Avistainlåning är finansiella medel som ägaren omedelbart kan nå och använda i transaktioner. Namnet kommer av latinets avista, som betyder 'vid uppvisandet'. Begreppet används till exempel vid beräkning av penningmängd, där vissa definitioner av penningmängd inbegriper avistainlåningen.